# Środek aerodynamiczny
Środek aerodynamiczny – punkt na profilu lotniczym, dla którego moment aerodynamiczny pozostaje stały względem zmian kąta natarcia.
Dla środka aerodynamicznego prawdziwa jest zależność:
{\displaystyle {\frac {dC_{m}}{dC_{z}}}=0,}
gdzie:
{\displaystyle C_{m}} – współczynnik momentu aerodynamicznego,
{\displaystyle C_{z}} – współczynnik siły nośnej.
Pojęcie środka aerodynamicznego jest wykorzystywane w aerodynamice do analizy stateczności samolotu w locie.
Podobnym pojęciem jest środek parcia, jednak jego ruch w wyniku zmian kąta natarcia utrudnia analizę stateczności podłużnej obiektu latającego.